# Сила пружності

Сила пружності спрямована протилежно до зміщення викликаного силою тяжіння

Си́ли пру́жності — сили, що виникають в тілі при його пружній деформації, викликані цією деформацією. Є окремим випадком потенційних сил. Наближено описуються законом Гука.

## Історія вивчення сил пружності
Зважаючи на те, що пружні сили використовувались людиною досить давно (приклад: лук, катапульти для метання каменів і т. д.), першим до розуміння пружних сил і деформацій прийшов у 1660 Роберт Гук. У 1675 він сформулював своє відкриття дуже коротко, у вигляді латинського афоризму: «Ut tensio sic vis», зміст якого полягає в тому, що «який розтяг, така й сила». Але опублікував Гук не цю тезу, але анаграму: «ceiiinosssttuu». (Так тоді забезпечували пріоритет, не розкриваючи суті відкриття.)
Ймовірно, в цей час Гук вже розумів, що пружність — універсальна властивість твердих тіл, але вважав необхідним підтвердити свою упевненість експериментально. У 1678 вийшла книга Гука, присвячена пружності, де описувалися досліди, з яких випливає, що пружність є властивістю «металів, дерева, кам'яних порід, цеглини, волосся, рогу, шовку, кістки, м'яза, скла і т. п.». Там же була розшифрована анаграма. Дослідження Роберта Гука привели не лише до відкриття фундаментального закону пружності, але і до винаходу пружинних хронометрів (до того були тільки маятникові). Вивчаючи різні пружні тіла, Гук встановив, що «коефіцієнт пропорційності» (зокрема, жорсткість пружини) сильно залежить від форми й розмірів пружного тіла, хоча матеріал грає вирішальну роль.
Пройшло понад сто п'ятдесят років, протягом яких досліди з пружними матеріалами проводили Бойль, Кулон, Нав'є та інші фізики. Одним з основних дослідів стало розтягування зразка матеріалу у вигляді стрижня. Для порівняння результатів, отриманих в різних лабораторіях, треба було або використовувати завжди однакові зразки, або навчитися виключати вплив розмірів зразка. І в 1807 з'явилася книга Томаса Юнга, у якій було введено модуль пружності, як величину, що описує властивість пружності матеріалу незалежно від форми й розмірів зразка, що використовувався в досліді.

## Природа сил пружності
При деформації тіл їх частинки зміщуються одна відносно іншої. Внаслідок цього змінюються відстані між атомами чи молекулами, з яких складаються тіла. Це приводить до зміни сил взаємодії між частинками. Якщо відстані між ними збільшуються (наприклад, при розтягуванні), то силою міжмолекулярної взаємодії є сила притягання. Якщо відстані між частинками зменшуються (наприклад, при стискуванні), то силою міжмолекулярної взаємодії є сила відштовхування. Тобто при деформації тіла у ньому виникають сили, що прагнуть повернути його у попередній стан. Ці сили і є силами пружності, а властивість називають пружністю.
Сили пружності, які діють всередині матеріалу стрижня при його розтягу, віднесені до площі перерізу стрижня, називають напруженням.
{\displaystyle \sigma ={\frac {F_{np}}{S}},} — нормальне напруження, де сила пружності {\displaystyle F_{np}} нормальна до поверхні поперечного перерізу стрижня.
Подібно до цього виникають і напруження стиску, коли під дією зовнішньої сили матеріал стискається.
Завдяки взаємодії частин тіла напруження передається всьому стрижню; для будь-якого його перерізу нормальне напруження — одна і та ж величина за умови однорідної деформації.
При деформації однорідного зсуву в тілі виникають тангенціальні напруження: сили пружності {\displaystyle F_{np}} зрівноважують зовнішню тангенціальну силу {\displaystyle F_{\tau }}.
{\displaystyle \tau ={\frac {F_{np}}{S}},} — тангенціальне напруження.
Напруження має зміст внутрішнього тиску і вимірюється як і тиск, в паскалях (в SI).

## Закон Гука
Зокрема, при деформації розтягу або стиску довгого тонкого стрижня або пружини, загальна сила пружності, направлена вздовж осі стрижня (пружини), визначається формулою
{\displaystyle F=kx\,},
де x — абсолютне видовження,
F — сила пружності,
k — коефіцієнт жорсткості. Жорсткість залежить від розмірів тіла, його форми й матеріалу, з якого виготовлене тіло.
Сила пружності вимірюється в ньютонах [Н].

## Нелінійні деформації
При збільшенні величини деформації закон Гука перестає діяти, сила пружності починає складним чином залежати від величини розтягування або стиснення.

## Пластичні деформації
При ще більшій величині деформації залежність сили пружності від величини розтягу чи стиснення стає гістерезисною — в тілі відбуваються незворотні зміни.